# I Walk the Line
I Walk the Line är en sång skriven av och inspelad av Johnny Cash, och släppt på singel 1956. En dramafilm med samma namn hade premiär 1970, med Gregory Peck, och med den följde filmmusik med Johnny Cash-låtar, bland annat titelspåret. 2005 producerades en biografisk film vid namn Walk the Line, där Joaquin Phoenix spelade Johnny Cash och Reese Witherspoon spelade June Carter, och filmen regisserades av James Mangold.
Låten förekommer i spelet Karaoke Revolution Country.

## Sång

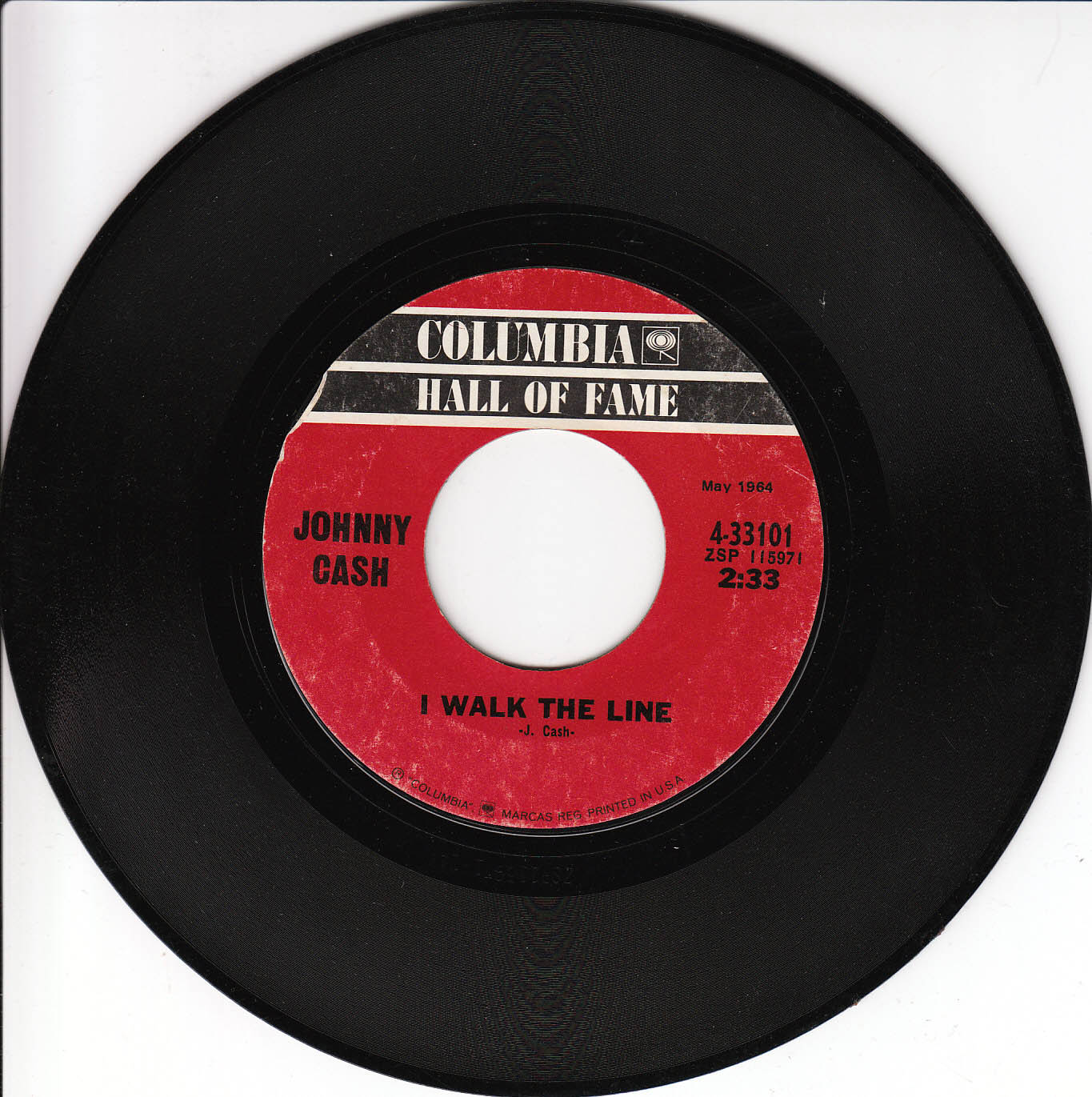
I Walk the Line utgiven som singel på Columbia Records.

Johnny Cash fick sin första listetta med låten, som baseras på "boom-chicka-boom"/"godstågs"-rytmen precis som flera av hans låtar. I originalinspelningen görs en tonartsändring mellan alla av de fem verserna, och den sista versen är samma som den första.
Låtens ackordprogression inspirerades av en av misstag tillkommen bakåtspelning på Johnny Cashs bandspelare då han var med i USA:s flygvapen. Senare skrev han texten i ett omklädningsrum bakom scen i Gladewater, Texas 1955, efter en diskussion med Carl Perkins som föreslog att använda "I Walk the Line" som titel. Johnny Cash ville första att låten skulle vara en långsam ballad, men producenten Sam Phillips föreslog ett mer fartfyllt arrangemang, som Johnny Cash dock gillade då upptempoinspelningen blev framgångsrik.
Sången spelades ursprungligen in i Sun Studio den 2 april 1956, och släpptes på singel den 1 maj samma år. Den tillbringade sex veckor i toppen på USA:s countrylistor i mitten av året, och nådde även 19:e plats på poplistorna.
Sången nyinspelades fyra gånger under hans karriär. 1964 på albumet I Walk the Line, återigen 1969 på albumet At San Quentin, 1971 som musik till filmen I Walk the Line, och slutligen 1988 för albumet Classic Cash.
2004 rankade musiktidskriften Rolling Stone låten på placeringen #30 på sin lista över tidernas 500 bästa låtar.
2006 använde Levi Strauss & Co. låten i reklam tre gånger, producerade av Bartie Bogle Hegartys reklambyrå, och regisserade av Tom Carty. Coverversionerna som användes var långsamma ballader framförda av Megan Wyler och Adem Ilhan.
Johnny Cashs svärson, singer-songwriter Rodney Crowell, tog upp låten som "I Walk the Line (Revisited)," vilken spelades in i duett med Johnny Cash och släpptes 2001 på Rodney Crowells album "The Houston Kid."
Låten spelades även in av bandet Live på albumet Awake: The Best of Live .
Indierockgruppen Murder by Death  släppte låten "Sometimes the Line Walks You" med referenser till Johnny Cashs låt i namn och stil.